# Hans Christian Mortensen
Hans Christian Cornelius Mortensen (sok helyütt csak Hans Christian Morgensen néven említik) (Ballerup község, 1856. augusztus 27. – Viborg, 1921. június 7.) dán tanár és ornitológus volt, aki elsőként alkalmazta a madárgyűrűzés módszerét tudományos célokra.

## Élete
Mortensen Sjælland szigetén, Jonstrup településen született, Dániában. Középiskolai tanulmányait befejezve, 1874-ben előbb teológiai, majd orvosi és zoológiai tanulmányokba kezdett a koppenhágai egyetemen, ám egyiket sem fejezte be. Ezt követően tanítóként helyezkedett el, és több iskolában is tanított a dán főváros környékén – még mindig képesítés nélkül –, mígnem 1888-ban, egyetemi diplomájának hiánya dacára mesteri címet kapott a viborgi főiskolán. Ezt követően ebben a jütlandi városban telepedett le, és itt tevékenykedett élete egész hátralévő részében. Itt kötött házasságot 1891-ben egyik tanár kollégájával, a dán feminizmus egyik jelentős alakjának számító Ingeborg Lemminggel (1858-1938), aki később állandó segítőtársa lett a madárgyűrűzés terén folytatott kutatásaiban is. Gyermekük nem született.
Mortensen az első eredményes kísérleteit a madárgyűrűzés terén 1899-ben seregélyekkel végezte, amelyeket mesterséges fészekodúkban fogott be, egy, a röpnyílást automatikusan lezáró mechanizmus segítségével. Később gyűrűzött fehér gólyákat, gémeket, sirályokat és számos récefajt is. Úgy tartják, hogy élete során több mint 6000 madarat gyűrűzött meg. Madárgyűrűinek túlnyomó többségét saját maga készítette, oly módon, hogy az egyes gyűrűkhöz alumínium lemezből vágott ki megfelelő méretű kis lapokat, amelyekbe belebélyegezte a lakcímét és egy egyedi azonosítószámot, végül gyűrű formára hajlította azokat. 1906-tól némi anyagi segítséget is kapott a Carlsberg Alapítványtól; ugyanebben az évben Eiler Lehn Schiølerrel közösen megalapította a Dán Madártani Intézetet (Dansk Ornitologisk Forening). 1909-ben levelező tagja lett a Magyar Madártani Társaságnak is.
Tanárként meglehetősen megosztó személyiség volt, diákjai egy része félt tőle, mások viszont kifejezetten kedvelték és népszerűnek tartották. Sok terepi kirándulást szervezett tanítványai számára, habár akkoriban az ilyesmit még a legtöbben haszontalan időtöltésnek tartották. Szabad idejében nagyon szeretett zongorán és csellón játszani.

## Fordítás
- Ez a szócikk részben vagy egészben  a   Hans Christian Cornelius Mortensen című angol Wikipédia-szócikk fordításán alapul.  Az eredeti cikk szerkesztőit annak laptörténete sorolja fel. Ez a jelzés csupán a megfogalmazás eredetét és a szerzői jogokat jelzi, nem szolgál a cikkben szereplő információk forrásmegjelöléseként.